# Rally de Santa Cruz de 2013
El Rally de Santa Cruz de 2013, oficialmente Campeonato FIA - Codasur Rally Santa Cruz 2013 fue la tercera fecha de la temporada 2013 del Campeonato Sudamericano de Rally y del Campeonato Nacional de Rally de Bolivia y la séptima fecha del Campeonato Departamental Mixto del mismo país. Se llevó a cabo del 23 al 25 de agosto en la ciudad boliviana de Santa Cruz. Se corrió sobre terracería y originalmente constaba de once tramos cronometrados que sumaban un recorrido total de 180,37 kilómetros; sin embargo, la prueba se desarrolló finalmente en un recorrido de 96,79 kilómetros, divididos en ocho tramos, ya que algunos tramos originalmente planeados tuvieron que cancelarse o reprogramarse en cada jornada debido a las intensas lluvias que se presentaron en la región. Participaron noventa y un tripulaciones, de las cuales solo cuarenta y tres concluyeron la prueba.
Debido a los cambios del itinerario, en el primer día de la prueba solo se otorgaron medios puntos, mientras que en el segundo día ya se otorgaron los puntos completos, por haberse cumplido con el cincuenta por ciento de recorrido establecido en el reglamento del campeonato.
El ganador de la prueba fue el paraguayo Gustavo Saba a bordo de un Škoda Fabia S2000. El segundo y tercer lugares fueron para los bolivianos Eduardo Peredo y Manolo Ortiz, respectivamente, mientras el cuarto lugar fue para Juan Luis Ramírez. En el Campeonato Codasur los ganadores fueron Saba, Peredo y Ramírez. En el Campeonato Boliviano, el primer lugar fue para Peredo, el segundo para Ortiz y el tercero, para Ramírez. Con el triunfo, Gustavo Saba se adjudicó el Campeonato Sudamericano, proclamándose campeón por tercera ocasión consecutiva.

## Itinerario
| Día              | Tramo | Nombre                                   | Distancia | Hora  | Ganador      | Tiempo  | Vel. media | Líder rally  |
| ---------------- | ----- | ---------------------------------------- | --------- | ----- | ------------ | ------- | ---------- | ------------ |
| Día 1 sábado 24  | TC1   | Súper Especial Estadio Tahuichi Aguilera | 0,71 km   | 19:06 | Roberto Saba | 0:45.4  | 56.3 kp/h  | Roberto Saba |
| Día 1 sábado 24  | TC2   | Paso El Chivo - Santa Rita 1             | 22,84 km  | 11:15 | Gustavo Saba | 15:41.7 | 87.3 kp/h  | Gustavo Saba |
| Día 1 sábado 24  | TC3   | Paso El Chivo - Santa Rita 2             | 22,84 km  | ?     | Gustavo Saba | 14:07.0 | 97.1 kp/h  | Gustavo Saba |
| Día 2 domingo 25 | TC4   | Paso El Chivo - Santa Rita 3             | 22,84 km  | ?     | Gustavo Saba | 15:31.2 | 88.3 kp/h  | Gustavo Saba |
| Día 2 domingo 25 | TC5   | Autódromo - Autódromo 1                  | 4,24 km   | ?     | Gustavo Saba | 3:16.9  | 77.5 kp/h  | Gustavo Saba |
| Día 2 domingo 25 | TC6   | Cruce Pasay - Santa Rita                 | 14,84 km  | ?     | Gustavo Saba | 11:01.4 | 80.8 kp/h  | Gustavo Saba |
| Día 2 domingo 25 | TC7   | Autódromo - Autódromo 1                  | 4,24 km   | ?     | Gustavo Saba | 3:28.9  | 73.1 kp/h  | Gustavo Saba |
| Día 2 domingo 25 | TC8   | Autódromo - Autódromo 1                  | 4,24 km   | ?     | Gustavo Saba | 3:25.5  | 74.3 kp/h  | Gustavo Saba |
| Fuentes          |       |                                          |           |       |              |         |            |              |

| Itinerario original |       |                                          |           |       |
| Día                 | Tramo | Nombre                                   | Distancia | Hora  |
| Día 1 viernes 23    | TC1   | Súper Especial Estadio Tahuichi Aguilera | 0,7 km    | 19:06 |
| Día 2 sábado 24     | TC2   | Taruma - Pampa El Coscal                 | 19,74 km  | 08:18 |
| Día 2 sábado 24     | TC3   | Pampa El Coscal - Porvenir 85            | 16,60 km  | 08:56 |
| Día 2 sábado 24     | TC4   | Paso El Chivo - Santa Rita               | 22,84 km  | 09:39 |
| Día 2 sábado 24     | TC5   | Taruma 1 - Pampa El Coscal 1             | 19,74 km  | 13:17 |
| Día 2 sábado 24     | TC6   | Pampa El Coscal 1 - Porvenir 85 1        | 16,60 km  | 13:55 |
| Día 2 sábado 24     | TC7   | Paso El Chivo 1 - Santa Rita 1           | 22,84 km  | 14:38 |
| Día 3 domingo 25    | TC8   | Tiquipaya - Jorochito                    | 26,41 km  | 08:38 |
| Día 3 domingo 25    | TC9   | Autódromo - Autódromo                    | 4,24 km   | 09:51 |
| Día 3 domingo 25    | TC10  | Tiquipaya - Jorochito (1)                | 26,41 km  | 12:49 |
| Día 3 domingo 25    | TC11  | Autódromo - Autódromo (1)                | 4,24 km   | 14:02 |
| Fuentes             |       |                                          |           |       |

## Clasificación final
| Pos.                 | Piloto        | Copiloto        | Automóvil         | Tiempo    | Diferencia | Vel. media | Puntos  |
| General              | General       | General         | General           | General   | General    | General    | General |
| -------------------- | ------------- | --------------- | ----------------- | --------- | ---------- | ---------- | ------- |
| 1.                   | Gustavo Saba  | Víctor Aguilera | Škoda Fabia S2000 | 1:07:19.9 | -          | 86.3 kp/h  |         |
| 2.                   |               |                 |                   |           |            | kp/h       |         |
| 3.                   |               |                 |                   |           |            | kp/h       |         |
| 4.                   |               |                 |                   |           |            | kp/h       |         |
| 5.                   |               |                 |                   |           |            | kp/h       |         |
| 6.                   |               |                 |                   |           |            | kp/h       |         |
| 7.                   |               |                 |                   |           |            | kp/h       |         |
| 8.                   |               |                 |                   |           |            | kp/h       |         |
| 9.                   |               |                 |                   |           |            | kp/h       |         |
| 10.                  |               |                 |                   |           |            | kp/h       |         |
| Codasur              |               |                 |                   |           |            |            |         |
| 1.                   |               |                 |                   |           |            | kp/h       |         |
| 2.                   |               |                 |                   |           |            | kp/h       |         |
| 3.                   | Guzmán Rivero | Martín Cabrera  | Peugeot 206 RC    |           |            | kp/h       |         |
| 4.                   |               |                 |                   |           |            | kp/h       |         |
| 5.                   |               |                 |                   |           |            | kp/h       |         |
| Campeonato Boliviano |               |                 |                   |           |            |            |         |
| 1.                   |               |                 |                   |           | -          | kp/h       |         |
| 2.                   |               |                 |                   |           |            | kp/h       |         |
| 3.                   |               |                 |                   |           |            | kp/h       |         |
| 4.                   |               |                 |                   |           |            | kp/h       |         |
| 5.                   |               |                 |                   |           |            | kp/h       |         |
| Fuentes              |               |                 |                   |           |            |            |         |

| Predecesor: Paraguay 2013 | Codasur 2013 | Sucesor: Uruguay 2013 |